# Jasoda woodi
Jasoda woodi är en spindelart som beskrevs av George William Peckham och Elizabeth Maria Gifford Peckham 1902. Jasoda woodi ingår i släktet Jasoda och familjen hoppspindlar. Inga underarter finns listade i Catalogue of Life.